# Ermida da Santíssima Trindade
A Ermida da Santíssima Trindade localiza-se em Ponta Delgada, Ilha de São Miguel, Açores.
É dos mais antigos templos de Ponta Delgada: Esta ermida bem como o pequeno recolhimento que junto havia já vem referido nas Saudades da Terra. Era então o oratório do generoso fidalgo António de Sá, oratório que ficava «dentro do circuito de suas casas».
Referida igualmente por frei Agostinho de Monte Alverne (OFM), esta ermida passou depois para uma filha de António de Sá e em seguida para a posse de Gonçalo Vaz Coutinho que a arrematou e, por último, para o domínio de Joana Coutinho, que se recolheu com parentes nas casas anexas. Da posse desta última, a ermida em causa passaria para a família Andrade d'Albuquerque, à qual ainda hoje pertence.
Segundo Chaves e Melo, esse recolhimento dava obediência ao bispo da Diocese de Angra do Heroísmo tendo nove recolhidas no ano de 1723.
Em 1674, o bispo D. Lourenço de Castro recomendou certos melhoramentos indispensáveis, mas em 1699, outro Bispo,  D. António Vieira Leitão, achou esta ermida bem paramentada.
Durante os séculos XVII e XVIII, esta ermida e o seu recolhimento receberam vários e importantes legados para benfeitorias e missas.
Nos fins do século XIX, o recolhimento ainda funcionava mas o estado em que se encontrava determinou o seu arrasamento restando somente a ermida que ficou a ser a capela particular da família do Dr. Caetano de Andrade Albuquerque. No único altar que possui existe um quadro a óleo com a Santíssima Trindade.